# Kostel Všech svatých (Sieroty)
Kostel Všech Svatých (polsky: Kościół Wszystkich Świętych) je historický římskokatolický dřevěný kostel v obci Sieroty, gmina Wielowieś, okres Gliwice, Slezské vojvodství a náleží k děkanátu Toszek, diecéze gliwická, je farním kostelem farnosti Všech svatých v Sierotech. Kostel je obklopen hřbitovem, který je ohrazen kamennou zdí z 18. století.
Dřevěný kostel je v seznamu kulturních památek Polska pod číslem A/281/60 z 7. března 1960 a je součástí Stezky dřevěné architektury v Slezském vojvodství.

## Historie
První zmínky o Sierotach jsou z roku 1299 a 1447. Kostel existoval pravděpodobně už ve 13. století. Kostel (současný) byl postaven v 15. století, v 16. století byl protestantský. Nejdříve bylo postaveno zděné kněžiště v roce 1427 a k němu dostavěna dřevěná loď v období 1456–1457, v roce 1775 byla přestavěna dřevěná věž. V roce 2008 byly proveden dendrochronologický průzkum z něhož vyplývá, že nejstarší částí jsou krovy nad kněžištěm (stromy byly pokáceny v roce 1427). Na obvodové zdi lodi byly stromy káceny v období 1456–1457 a na věž v období 1772 až 1775.  Dřevěná zvonice stála do přístavby samostatně vedle kostela. V roce 1629 byl kostel v rámci rekatolizace předám katolíkům spolu s kostelem v Zacharzowicích a stal se kostelem farním. Kostel byl opravován mimo jiné v roce 1754 (oprava stěn a střechy lodi), 1895, 1904, 1907, 1935 (odkrytí polychromie), 1959 a v letech 2003–2006, kdy byly obnoveny polychromie a proveden dendrochronologický průzkum, který vyvrátil dřívější teorie o zničení kostela požárem v roce 1700.

## Architektura
Kostel Všech svatých je jednolodní orientovaná stavba. Gotické kněžiště a sakristie jsou zděné z kamene, s opěrnými pilíři, omítnuté. Loď barokní dřevěná stavba roubené konstrukce, bedněna šindelem. Loď má obdélníkový půdorys zakončená kněžištěm s trojbokým zakončením. Na severní straně kněžiště se nachází sakristie s emporou v patře. V západní ose průčelí lodi je přisazena věž s čtvercovým půdorysem nahoru zužujícím se profilem štenýřové konstrukce. Věž má cibulovou střechu s osmibokou lucernou, je bedněna deskami. Kostel má sedlovou střechu, nad kněžištěm je sanktusník s osmibokou lucernou ukončenou cibulovou střechou. Střechy jsou kryté šindelem. Hudební chór podepřen dvěma toskánskými sloupy s balustrádou a varhany. Kolem boků lodi jsou soboty. Bednění stěn šindelem je nad sobotami, kdežto pod sobotami jsou trámy nekryté.

## Interiér
V lodi je plochý strop. Původní gotické polychromie byly odkryty v letech 1935–1936. Hlavní oltář je renezanční z roku 1622 s obrazem Matky Boží královny nebes spolu se sv. Hyacintem (Jackem) a sv. Hedvikou. Nad oltářem se nachází obraz z 18. století s výjevem požáru Sierot a sv. Floriána chránícího kostel. Boční oltáře jsou neobarokní z 19. století, z 18. století pochází barokní ambona.

## Galerie

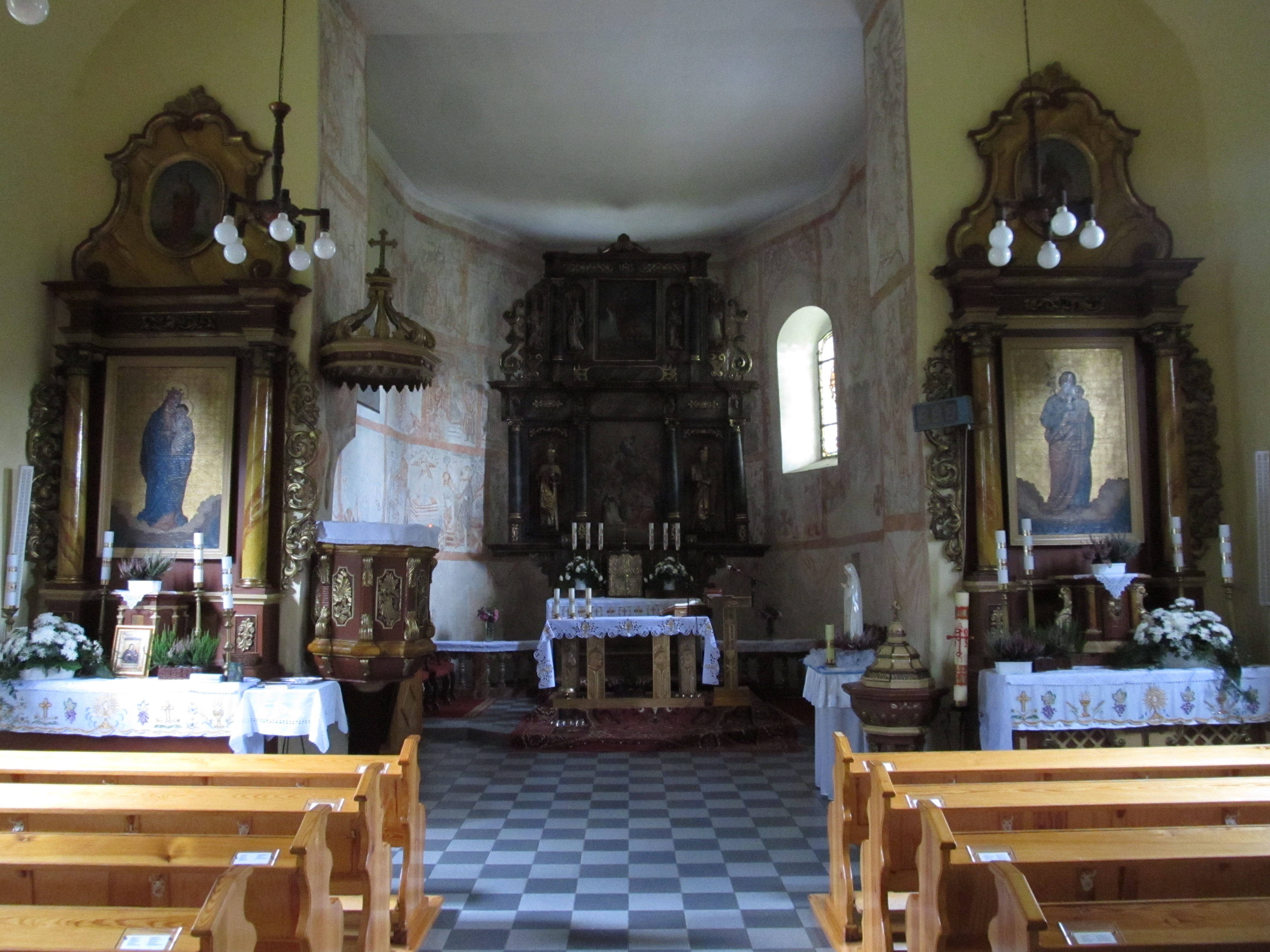
Kněžiště
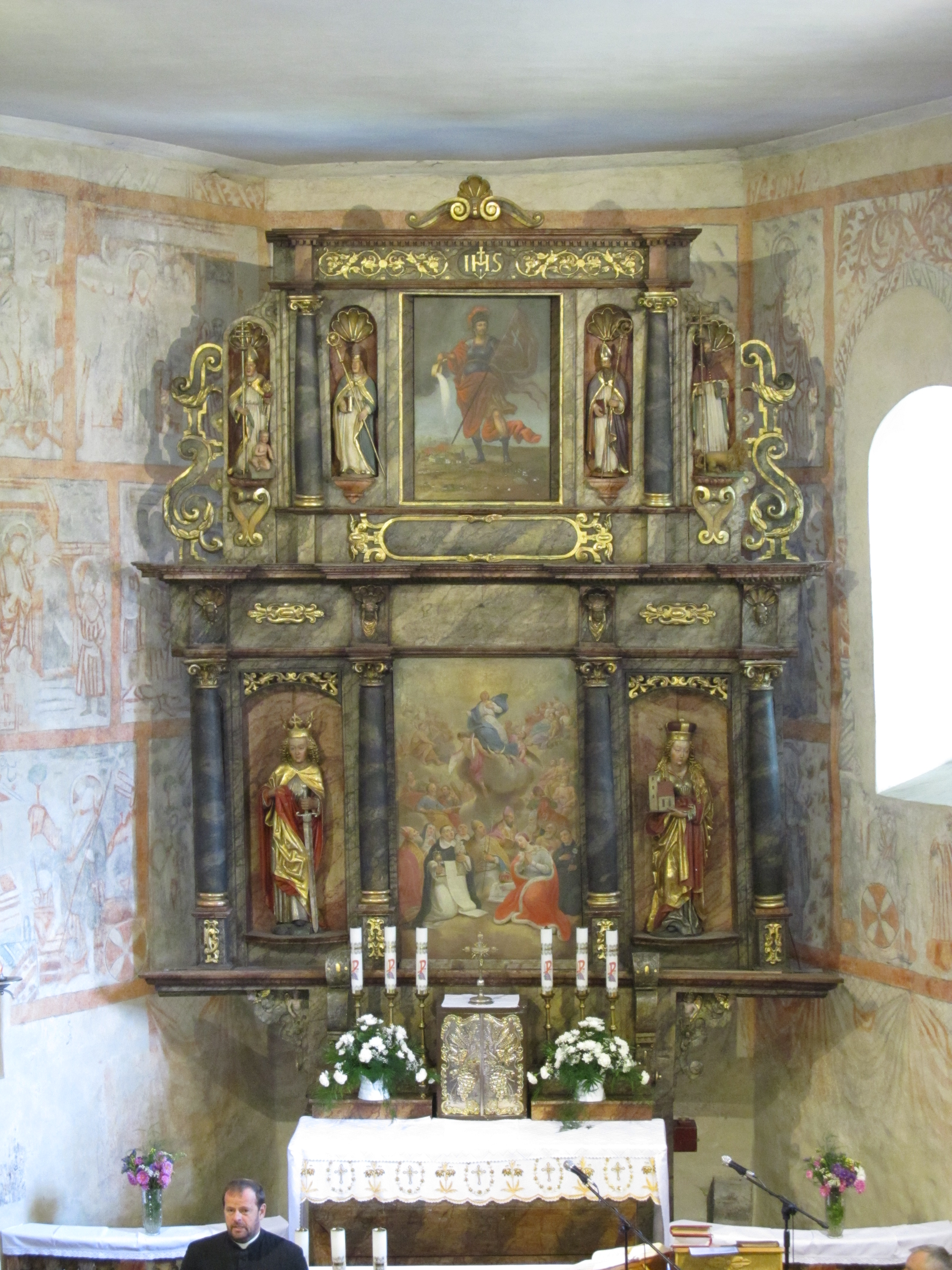
Hlavní oltář
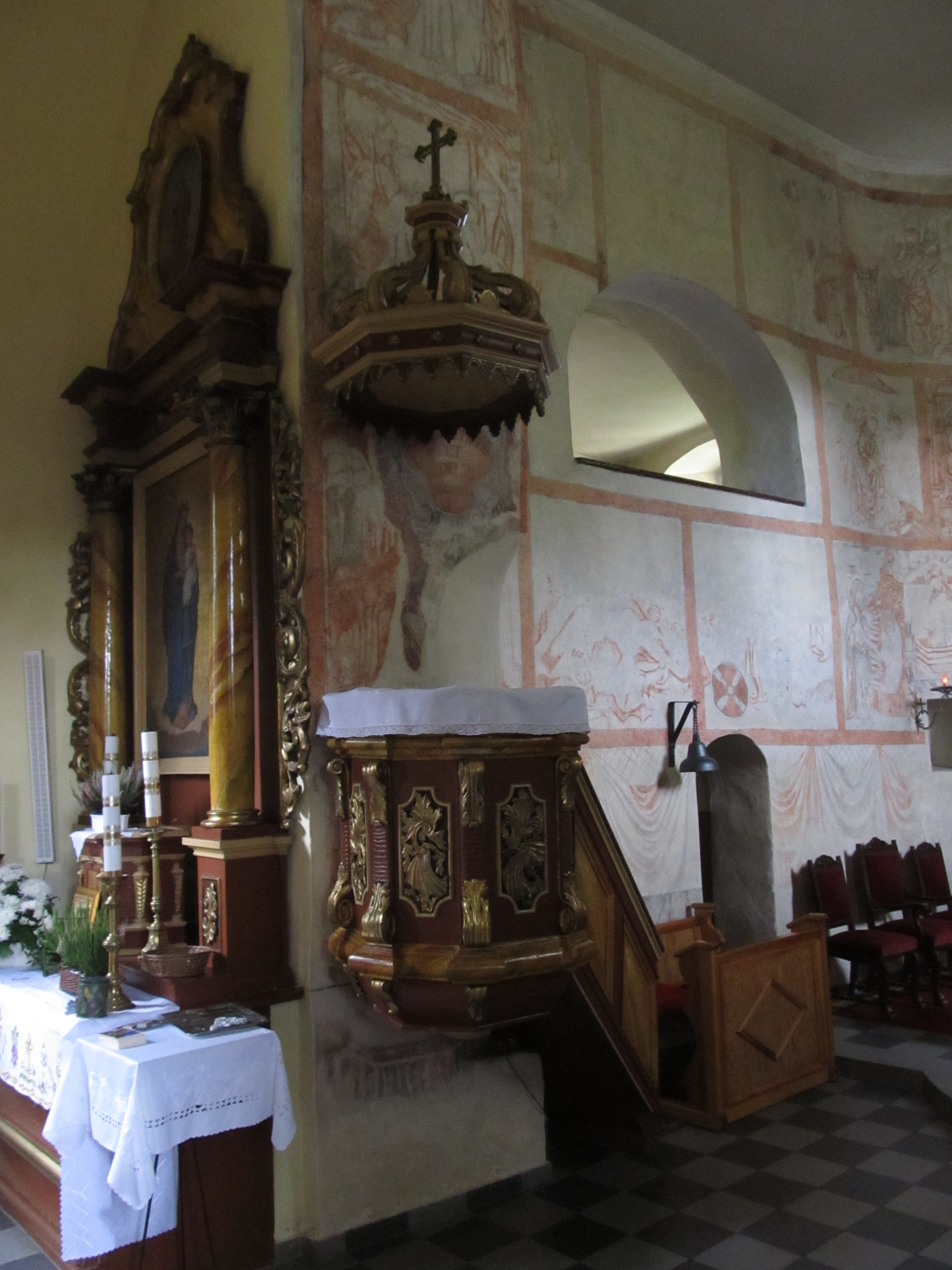
Ambon
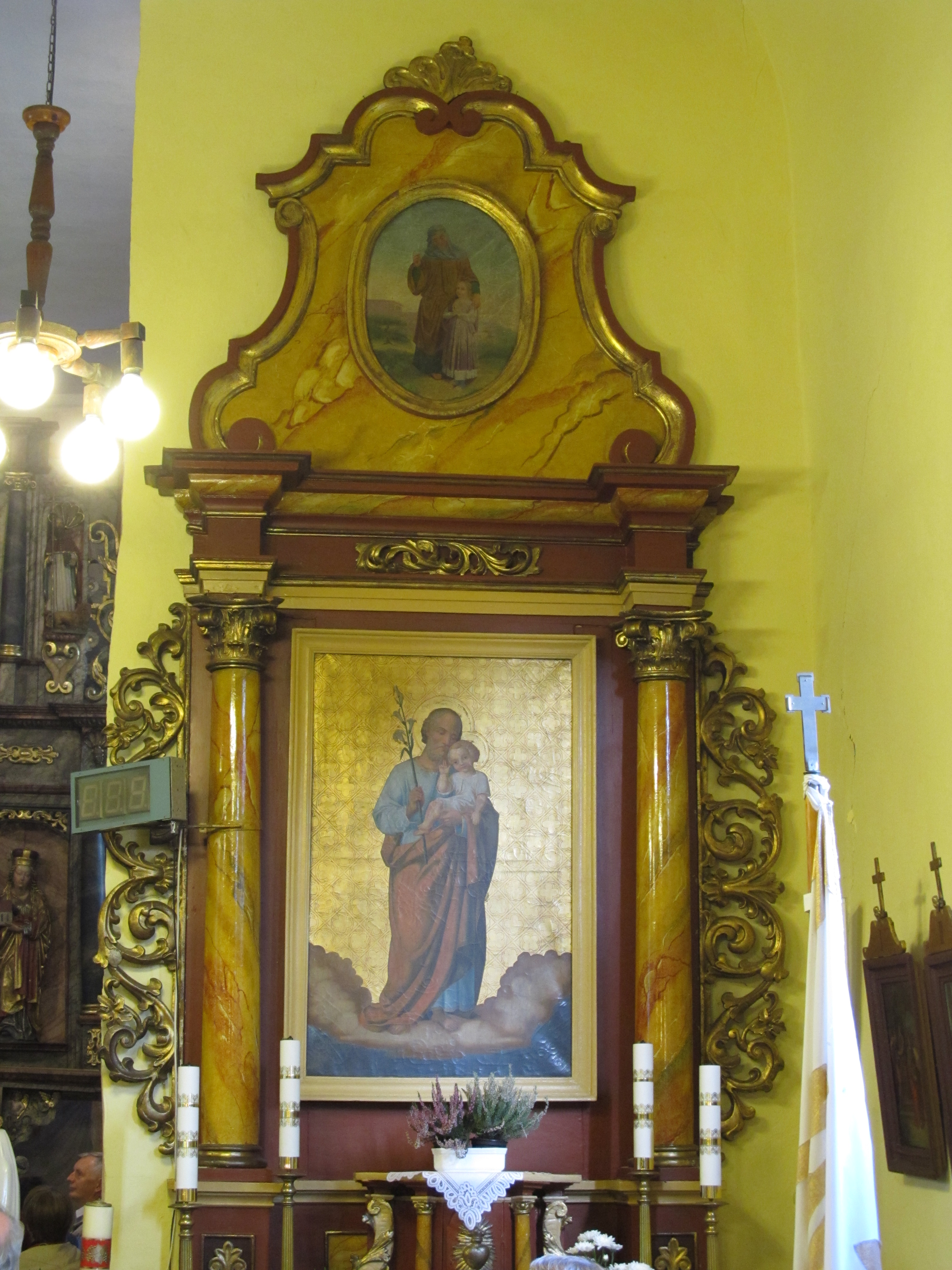
Boční oltář na straně epištolní
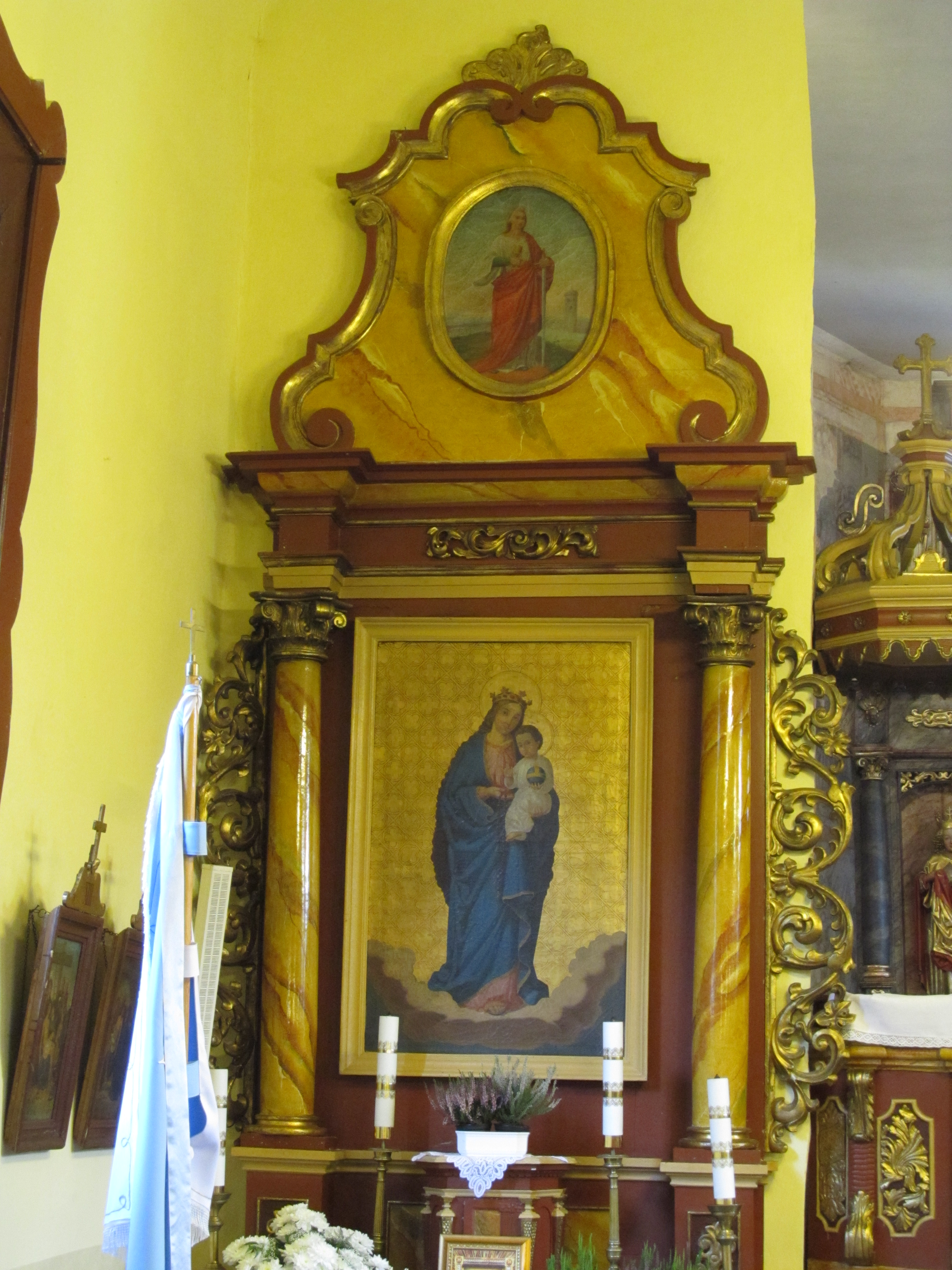
Boční oltář na straně evvangelijní
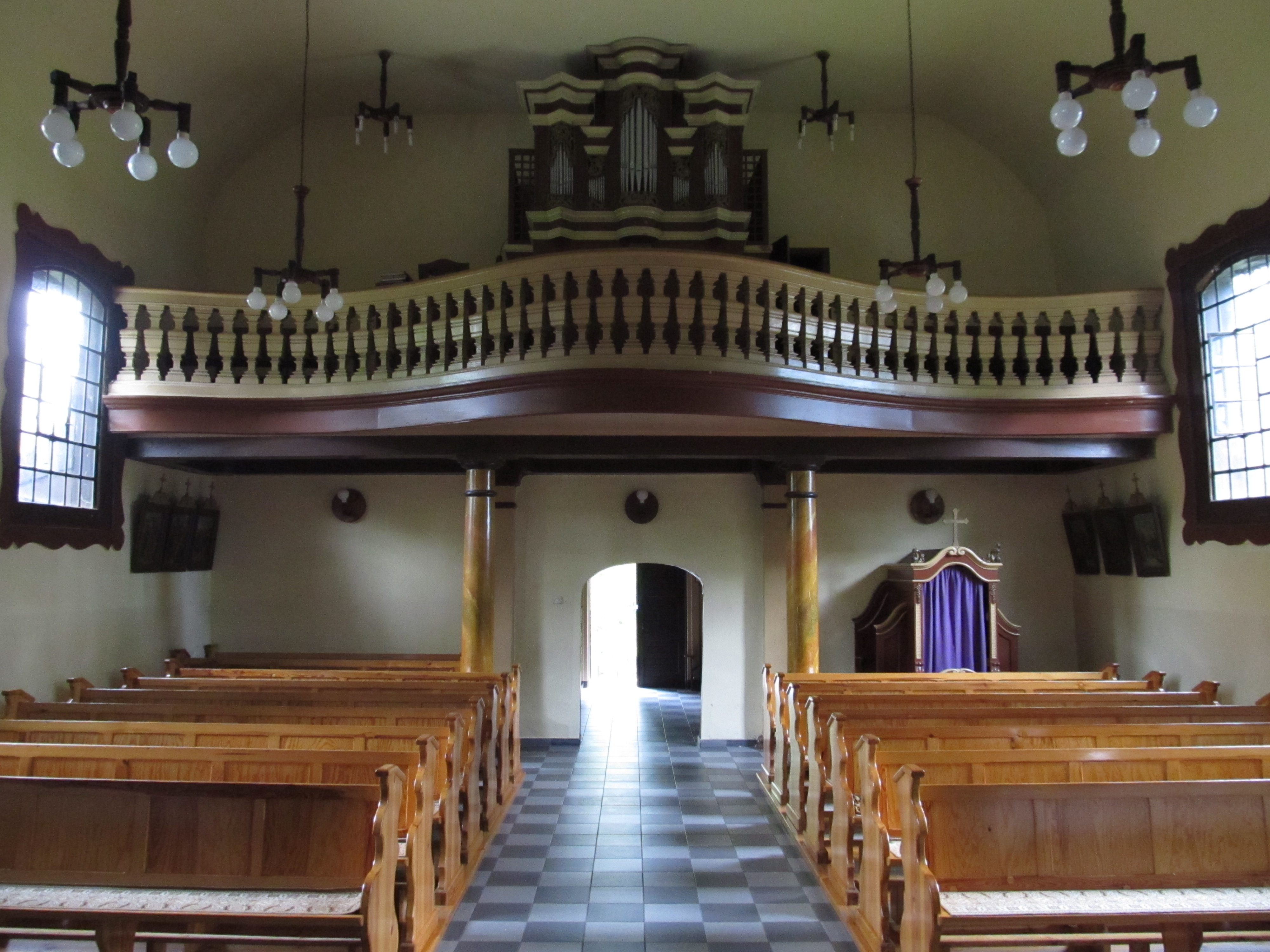
Hudební kůr
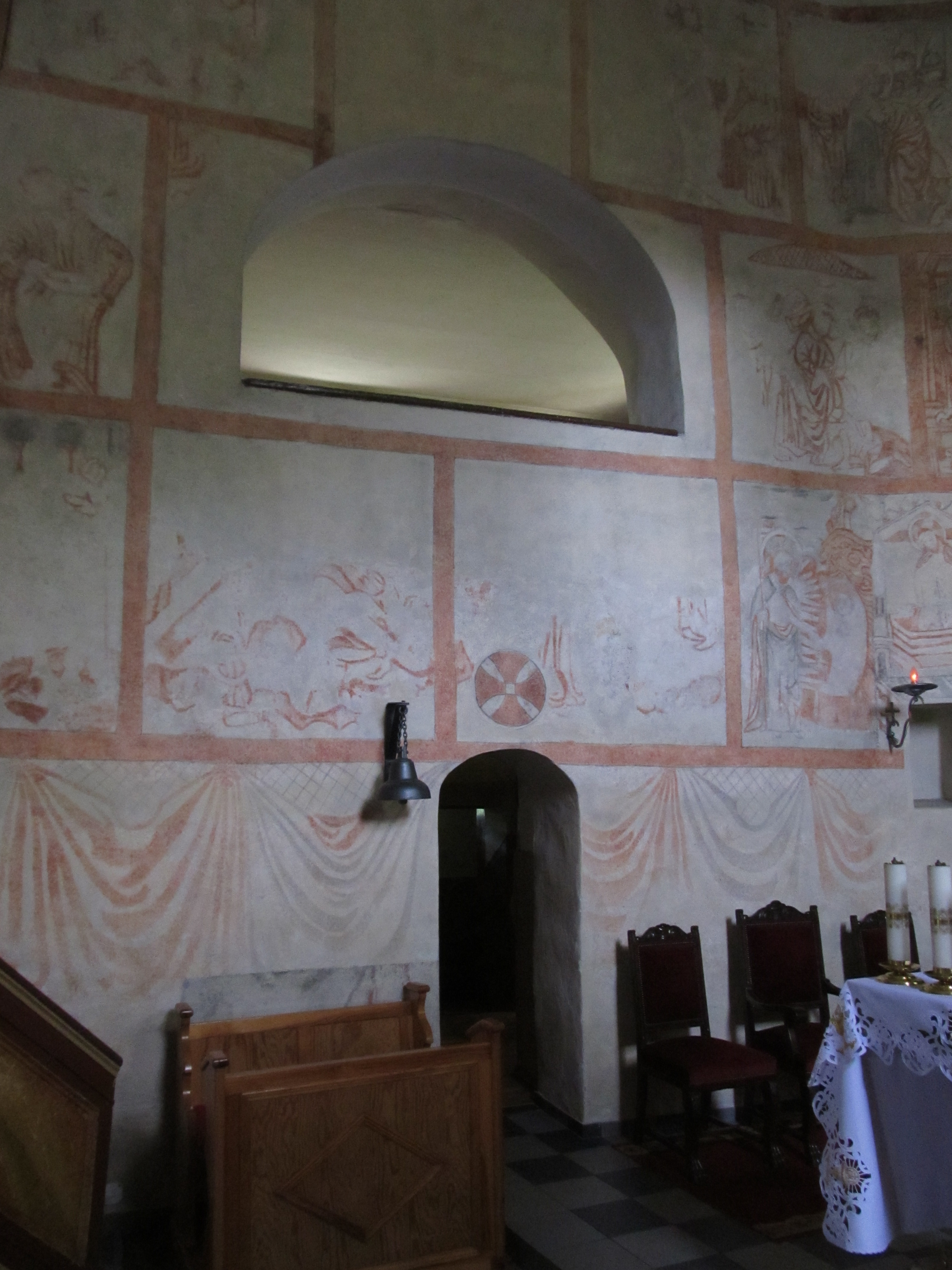
Empora nad sakristií
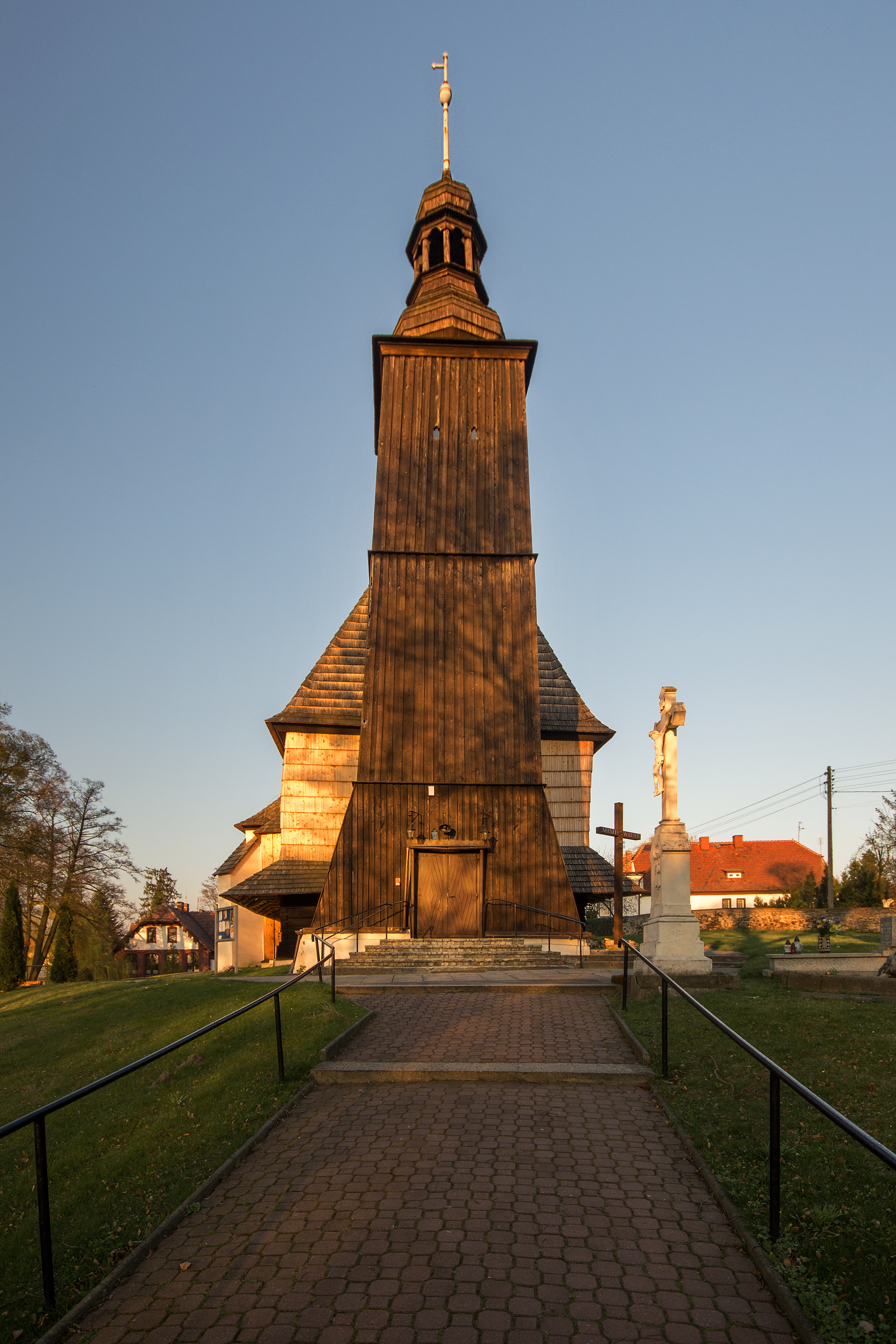
Věž
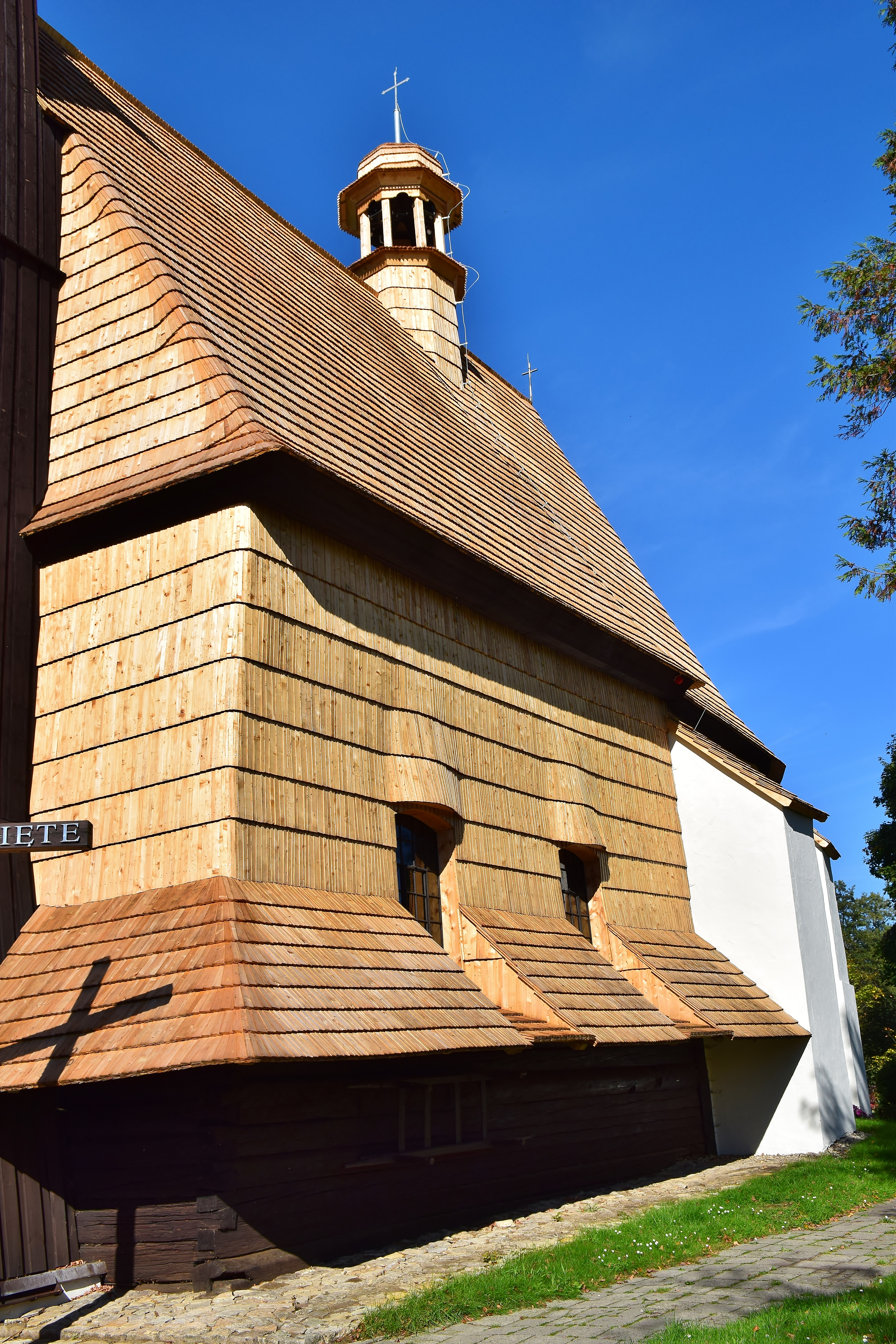
Soboty